# Mîkolaiivka, Novomîrhorod
Mîkolaiivka (în ucraineană Миколаївка; în trecut, Krupske, în ucraineană Крупське) este un sat în comuna Korobciîne din raionul Novomîrhorod, regiunea Kirovohrad, Ucraina.

## Demografie
Componența lingvistică a localității Mîkolaiivka
     Ucraineană (100%)
Conform recensământului din 2001, toată populația localității Mîkolaiivka era vorbitoare de ucraineană (100%).